# Vampira
Vampira è un film del 1974 diretto da Clive Donner.
Il film è conosciuto anche con il titolo di Old Dracula.